# Estelle Nze Minko
Estelle Nze Minko, född 11 augusti 1991 i Saint-Sébastien-sur-Loire, är en fransk handbollsspelare (vänsternia).

## Karriär

### Klubbkarriär
Estelle Nze Minko började med handboll vid tolv års ålder i Saint-Julien-de-Concelles nära Nantes. Två år senare spelade hon för Nantes Atlantique som då spelade i näst högsta serien i Frankrike. 2009 när hon var 18 år valde hon Toulouse Féminin HB för att få spela i högsta serien men klubben lades ner 2010. Efter detta var hon två säsonger i Mios-Biganos och sedan en säsong i HBC Nimes innan hon 2013 återvände till Nantes Atlantique.
Säsongen 2015-2016 spelar hon Fleury Loaret som ersättare av Marta Mangué. Med Fleury vinner hon sin första nationella titel med ligacupen 2016. I april 2016 skriver hon kontrakt med ungerska klubben Siofok KC  och hon har franska landslagsspelaren Chloé Bulleux.som lagkamrat i Siofok. 2019-2020  börjar hon spela för Györi ETO KC, en av Europas bästa klubbar.

### Landslagskarriär
Med franska ungdomslandslagen vinner hon EM-guld 2007 med U-18 landslaget och året efter blir hon fyra i U-18 VM. 2013 debuterade hon i franska landslaget i EM kval mot Slovakien den 24 oktober och spelar sedan även mot Finland. I december 2014 tillhör hon truppen vid EM 2014 i Ungern och Kroatien. Frankrike slutade på femteplats i EM 2014 efter vinst i  matchen om femteplats då Nze Minko utmärkte sig med 7 mål i sista matchen. Sommaren 2016 är hon med i OS 2016 och vinner en olympisk silvermedalj. I december 2016 vann hon en bronsmedalj vid EM 2016 i Sverige. Med 35 mål och  20 assist, är hon en av toppspelarna i EM och bidrar mycket till den franska medaljen i mästerskapet. Främsta landslagsmeriterna för Nze Minko är VM-guldet 2017 och EM-guldet på hemmaplan 2018. Vid EM 2018 var hon Frankrikes främsta målskytt och femte bäst i turneringen med  38 mål och med  82% mål på sina avslut. 20 december 2020 valdes hon till MVP i EM 2020 men får i finalen nöja sig med EM-silver då Norge vinner finalen. Hon var med och vann OS-guld i OS 2020 i Tokyo.
Vid VM 2023 blev hon uttagen i All Star Team.

## Utmärkelser
- Riddare av Nationalförtjänstorden,  30 november 2016[10]
- Riddare av Hederslegionen,  8 september 2021[11]

[Redigera Wikidata]